# الإنزيم المثبت

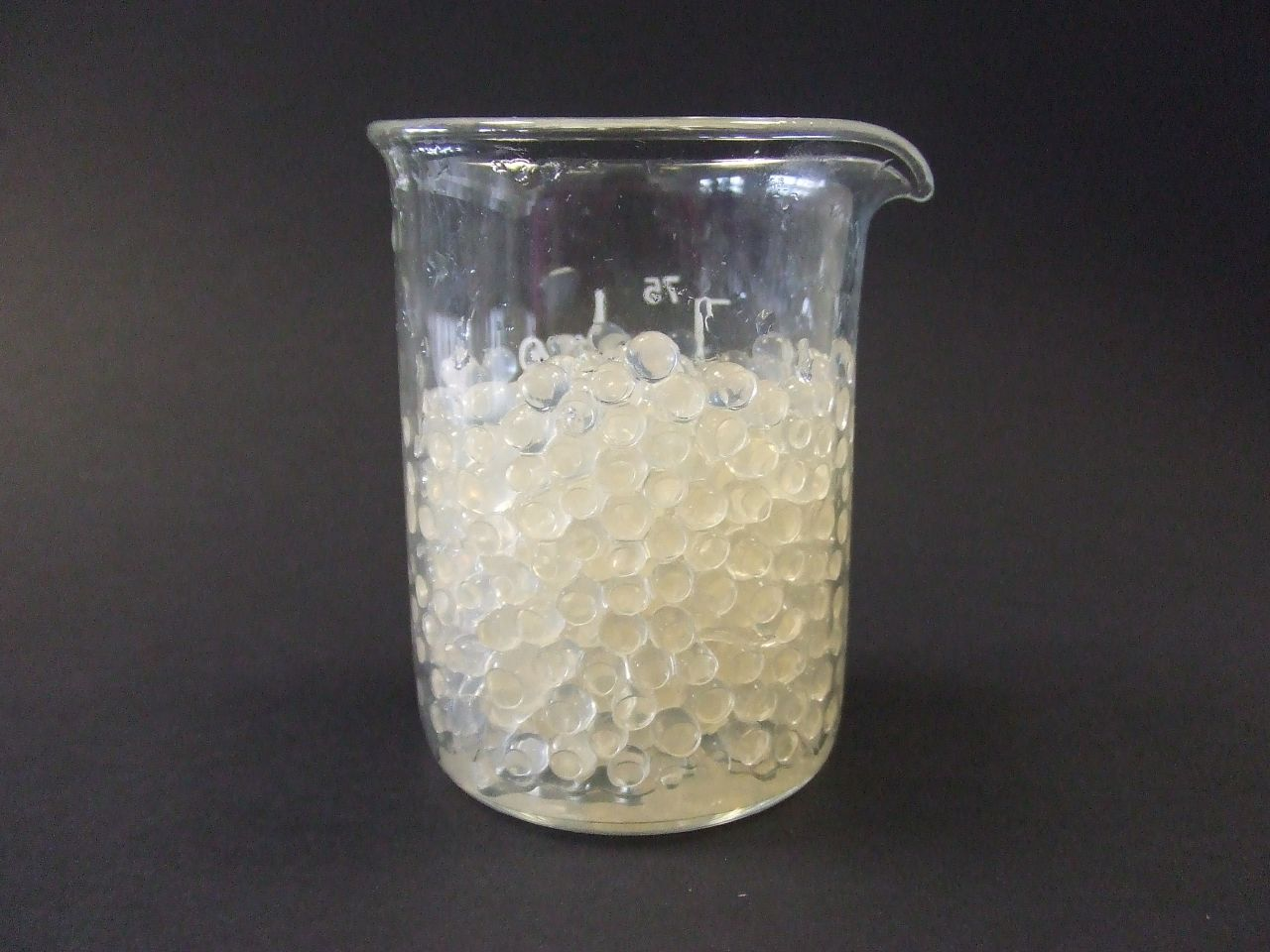
الانزيمات المثبتة في حبات جل الجينات

الإنزيم المثبت هو إنزيم مرتبط بمادة خاملة غير قابلة للذوبان - مثل ألجينات الكالسيوم (ينتج عن طريق تفاعل خليط من محلول ألجينات الصوديوم ومحلول إنزيم مع كلوريد الكالسيوم ). من الممكن أن تزيد المقاومة للتغير في بعض الظروف إعتمادًا على درجة الحموضة أو درجة الحرارة . كما أنه يسمح بتثبيت الإنزيمات في مكانها طوال فترة التفاعل، وبعد ذلك يتم فصلها بسهولة عن المنتجات ويمكن استخدامها مرة أخرى - وهي عملية أكثر فاعلية وتستخدم على نطاق واسع في الصناعة للتفاعلات المحفزة للأنزيم . بديل عن تجميد الإنزيم هو تجميد الخلية بالكامل .  

## الاستخدام تجاري
تعتبر الإنزيمات المجمدة مهمة للغاية للاستخدامات التجارية لأنها تمتلك العديد من الفوائد لنفقات وعمليات التفاعل التي تشمل:
- الراحة : تذوب كميات ضئيلة من البروتين في التفاعل، لذلك يمكن أن يكون العمل أسهل بكثير. عند الانتهاء، عادة ما تحتوي مخاليط التفاعل على مذيبات ومنتجات تفاعل فقط.
- الاقتصاد : يمكن إزالة الإنزيم المثبت من التفاعل بسهولة مما يسهل إعادة تدوير المحفز الحيوي . هذا مفيد بشكل خاص في عمليات مثل إنتاج الحليب الخالي من اللاكتوز، حيث يمكن تصريف الحليب من حاوية تاركة الإنزيم ( اللكتاز ) في الداخل جاهزًا للدفعة التالية.
- الثبات : تتمتع الإنزيمات المثبتة بشكل نموذجي باستقرار حراري وتشغيلي أكبر من شكل الإنزيم القابل للذوبان. [3]

في الماضي، كانت مساحيق الغسيل والمنظفات البيولوجية تحتوي على العديد من البروتياز والليباز التي تكسر الأوساخ. ومع ذلك، عندما اتصلت منتجات التنظيف بجلد الإنسان، خلقت ردود فعل تحسسية. هذا هو السبب في أن تجميد الإنزيمات مهم وليس اقتصاديًا فقط.

## تجميد الإنزيم
هناك طرق مختلفة يمكن للمرء أن يجمد الأنزيم :
- ربط علامة التقارب : يمكن تثبيت الإنزيمات على سطح، على سبيل المثال في مادة مسامية، باستخدام علامات بروتينية غير تساهمية أو تساهمية. تم إنشاء هذه التكنولوجيا لأغراض تنقية البروتين. هذه التقنية قابلة للتطبيق بشكل عام، ويمكن إجراؤها دون تنقية الإنزيم المسبق مع إعداد نقي نتيجة لذلك. يتم استخدام الزجاج المسامي ومشتقاته، حيث يمكن تكييف السطح المسامي من حيث كراهية الماء لتناسب الإنزيم المعني. [4]
- الامتزاز على الزجاج أو خرز الألجينات أو المصفوفة: يرتبط الإنزيم بالخارج من مادة خاملة. بشكل عام، هذه الطريقة هي أبطأ من بين تلك المذكورة هنا. نظرًا لأن الامتزاز ليس تفاعلًا كيميائيًا ، فقد يتم حجب الموقع النشط للإنزيم المثبت بواسطة المصفوفة أو الحبة، مما يقلل بشكل كبير من نشاط الإنزيم.
- انحباس: الإنزيم محاصر في حبات غير قابلة للذوبان أو المجهرية، مثل حبات ألجينات الكالسيوم . ومع ذلك، فإن هذه المواد غير القابلة للذوبان تعوق وصول الركيزة، وخروج المنتجات.
- الارتباط المتبادل: ترتبط جزيئات الإنزيم ببعضها البعض تساهميًا لإنشاء مصفوفة تتكون من إنزيم فقط. يضمن التفاعل أن موقع الارتباط لا يغطي موقع الإنزيم النشط ، حيث يتأثر نشاط الإنزيم فقط بعدم الحركة. ومع ذلك، فإن عدم مرونة الروابط التساهمية يمنع خصائص الشفاء الذاتي التي تظهرها الطبقات الأحادية التي يتم امتصاصها كيميائيًا. يساعد استخدام جزيء فاصل مثل بولي ( إيثيلين جلايكول ) على تقليل العائق المعياري بواسطة الركيزة في هذه الحالة.
- الرابطة التساهمية : يرتبط الإنزيم تساهميًا بدعم غير قابل للذوبان (مثل هلام السيليكا أو حبات البوليمر الكبيرة مع مجموعات الإيبوكسيد). يوفر هذا النهج أقوى تفاعل للإنزيم / الدعم، وبالتالي أقل تسرب للبروتين أثناء التحفيز. [5]

## العشوائية مقابل تجميد انزيمات الموقع
تم تثبيت العديد من الإنزيمات ذات الأهمية البيوتكنولوجية على دعامات مختلفة (غير عضوية، عضوية، مركبة ومواد نانوية) عبر مرفق عشوائي متعدد النقاط. ومع ذلك، فإن الشلل عن طريق التعديل الكيميائي العشوائي ينتج عنه مجموعة بروتين غير متجانسة حيث ترتبط أكثر من سلاسل جانبية (أمينية، كربوكسيل، ثيول، إلخ) موجودة في البروتينات مع الدعم مع انخفاض محتمل في النشاط بسبب تقييد وصول الركيزة إلى الموقع النشط . 
في المقابل، في تجميد الإنزيم الموجه للموقع، يمكن ربط الدعم بحمض أميني واحد محدد (بشكل عام N- أو C-termini) في جزيء بروتين بعيدًا عن الموقع النشط. بهذه الطريقة يتم الاحتفاظ بالنشاط الأقصى للأنزيم بسبب الوصول المجاني للركيزة إلى الموقع النشط. هذه الاستراتيجيات هي مواد كيميائية بشكل رئيسي ولكنها قد تتطلب أيضًا طرقًا جينية وإنزيمية لتكوين مجموعات وظيفية (غائبة في البروتين) على الدعم والإنزيم.
يعتمد اختيار طريقة SDCM على العديد من العوامل، مثل نوع الإنزيم (أقل استقرارًا نفسيًا، أو أكثر استقرارًا محبة للحرارة) ، واستقرار الأس الهيدروجيني للأنزيم، وتوافر N- أو C-termini للكاشف، وعدم تدخل نهاية الإنزيم مع نشاط الإنزيم، ونوع بقايا الأحماض الأمينية الحفازة، وتوافر الكواشف وسعرها وسهولة تحضيرها. على سبيل المثال، إنشاء وظائف تكميلية قابلة للنقر (الألكاين
والأزيد) على الدعم والإنزيم هو واحد من أكثر الطرق ملائمة لشل الإنزيمات من خلال التعديل الكيميائي الموجه للموقع. 

## تجميد الركيزة للتفاعلات الأنزيمية
تطبيق آخر يستخدم على نطاق واسع لمنهج التجميد مع الإنزيمات االتي كان بالتفاعلات الإنزيمية على الركائز الثابتة. هذا النهج يسهل تحليل أنشطة الإنزيم ويقلد أداء الإنزيمات على سبيل المثال جدران الخلايا. 